# Slam (concert)
Pour les articles homonymes, voir Slam.

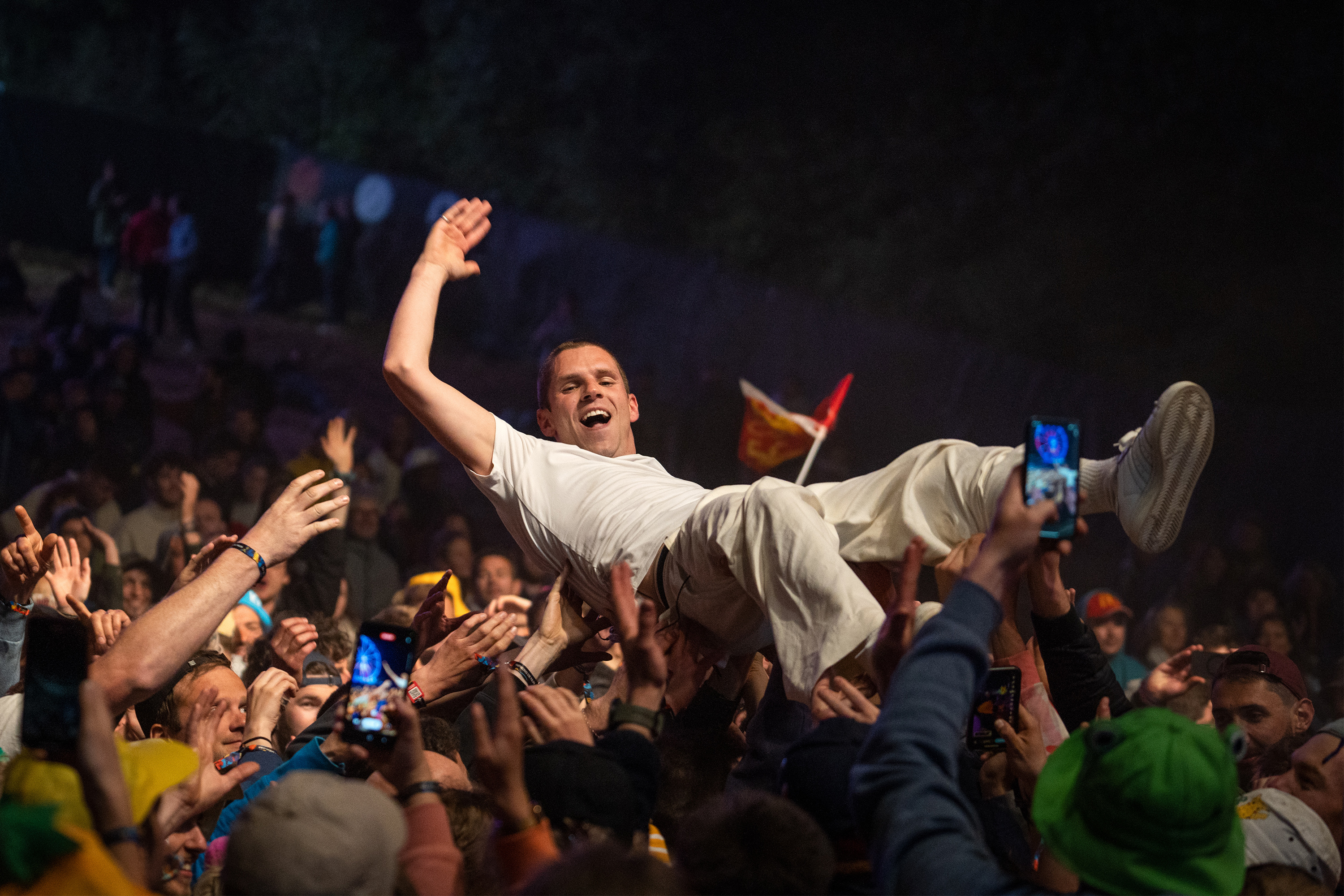
Le chanteur Hervé porté par la foule en 2023.

Le slam (aussi appelé body surfing au Québec, et crowd surf en anglais) est une action généralement observée dans les concerts punk, rock et metal, et qui consiste, pour une personne, à sauter ou à se laisser tomber depuis la scène (stage diving) et à se laisser porter par la foule, en étant allongée. Cette personne (appelée slammeur) est ainsi portée à tour de rôle par les spectateurs à bras tendus, ce qui donne alors l'impression qu'elle navigue au-dessus de la foule.

## Principe
En général, il est préférable, pour le slammeur, de s'allonger sur le ventre, en "faisant la planche", plutôt que sur le dos, pour pouvoir mieux repérer les zones où le public est beaucoup moins dense. Il lui est également possible de s'allonger sur le dos (comme sur la photo) mais il faut être prêt à s'accrocher à tout moment et avoir une bonne confiance dans le public. Le slammeur peut aussi être actif pendant son déplacement, il peut, par exemple, tenter de se servir de ses bras pour continuer à avancer en cas de surplace. Il doit notamment anticiper la fin de son slam en regardant bien devant lui pour pouvoir repérer les zones qui seront susceptible d'entraîner sa chute. Il lui est alors préférable de se redresser et de tenter de s'accrocher du mieux que possible et ainsi retomber à peu près sur les pieds.
Dans de nombreux concerts où l'accès à la scène est interdite au public (notamment les festivals), le slammeur peut tout simplement demander à ses voisins de le soulever et il va partir du milieu ou du fond de la salle, pour arriver jusqu'aux barrières de l'avant de la fosse, juste avant la scène. Le slammeur surfe plus longtemps et il est généralement récupéré par des membres de la sécurité.
Dans ce cas, le meilleur côté du slam, à savoir profiter d'une vue imprenable sur la scène, et se laisser porter par la musique, est fortement compromis.

## Dangers

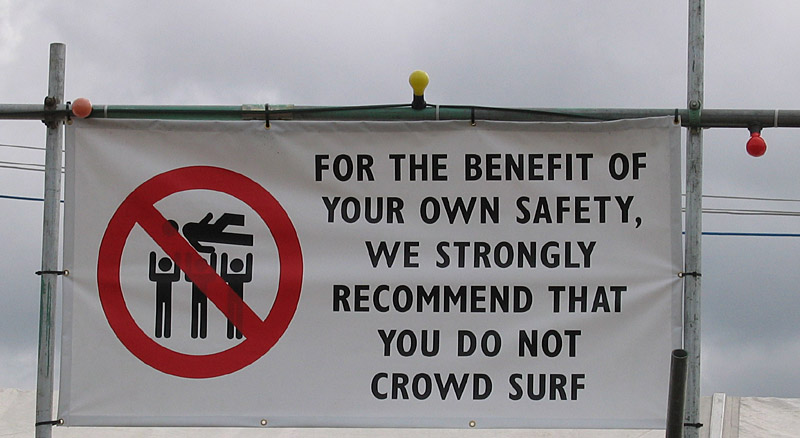
Recommandation, en anglais, préconisant de ne pas se faire porter par la foule.

Les personnes pratiquant le slam le font avant tout pour s'amuser et se divertir car il s'agit d'une expérience qui peut être très agréable, mais peut également avoir de mauvaises conséquences dans certains cas.

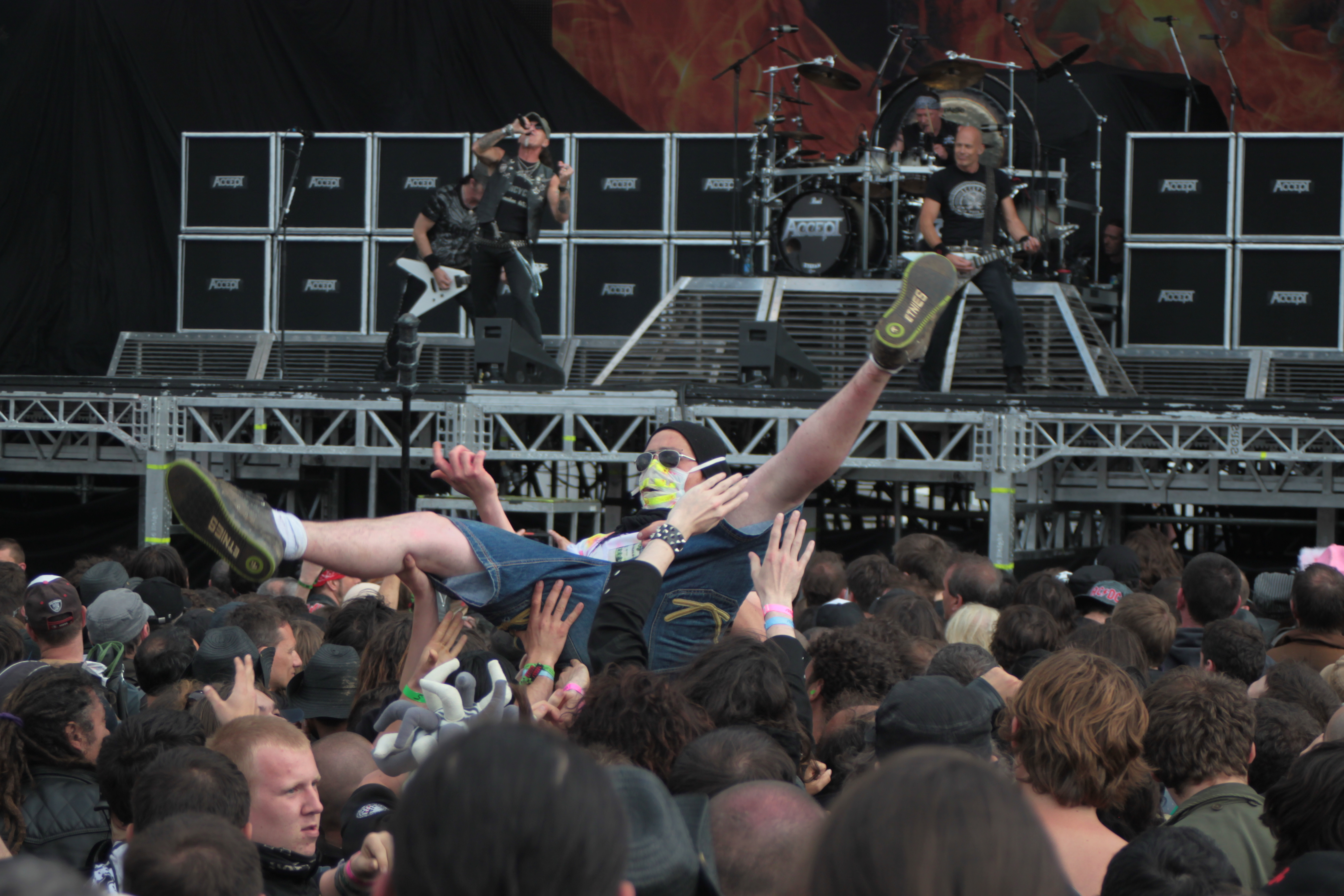
Surf, tête vers la scène, sur le dos.

La pire des situations pour le slammeur est, bien sûr, de voir tout simplement les spectateurs s'écarter à la vue de son plongeon.
Le slammeur peut se jeter de façon un peu brutale dans la foule et effectuer une mauvaise réception, ce qui risque de blesser les spectateurs censés le rattraper. Il peut aussi mettre quelques coups à ses porteurs.[réf. souhaitée]

## Représentations
- Les films Phantom of the Paradise (1974) et Tommy (1975) montrent des scènes de slam.
- Le claviériste du groupe Rammstein, Christian Lorenz, pratiquait le slam sur la foule à l'aide d'un canoë avec lequel il naviguait sur la foule. Il a abandonné cette pratique à la suite d'une chute[1]. Oliver Riedel, bassiste du groupe, reprend la technique, en utilisant un canot de sauvetage pneumatique à fond dur[2] (le groupe français Marcel et son orchestre entreprenait aussi ce petit jeu du bateau). Cependant, durant la tournée Liebe ist für alle Da, c'est à nouveau Christian Lorenz qui se prête à cette discipline[3].
- Le rappeur Rohff est connu pour l'exécution de slams, lors de concerts, en interprétant le morceau Ça Fait Plaisir. En effet, ce titre comporte les paroles : « Quand le public connaît mes textes par cœur, ça fait chaud au cœur. Ça me donne envie de sauter dans la foule comme un rockeur ». Après avoir dit ces paroles, il dépose généralement son micro et effectue un slam[4].
- Lors de la tournée de -M-, alias Matthieu Chedid, intitulée Les Saisons de passage, les 2 guitaristes, Joseph Chedid et Pierre Cohen, effectuent un slam durant le titre Hold-Up (Reprise de son père Louis Chedid).
- Le guitariste du groupe La Femme, Sacha Got, est connu pour pratiquer le slam lors de plusieurs concerts, sur une planche de surf, en interprétant le morceau Sur La Planche.
- Le Chanteur du groupe de Punk rock Français Les Diggers est connu pour ses nombreux Slam en concert avec ou sans guitare .
- Le 17 novembre 2015, à l'AccorHotels Arena, Shy'm tente un slam mais le public ne la rattrape pas et elle chute[5] .

## Slammeurs célèbres

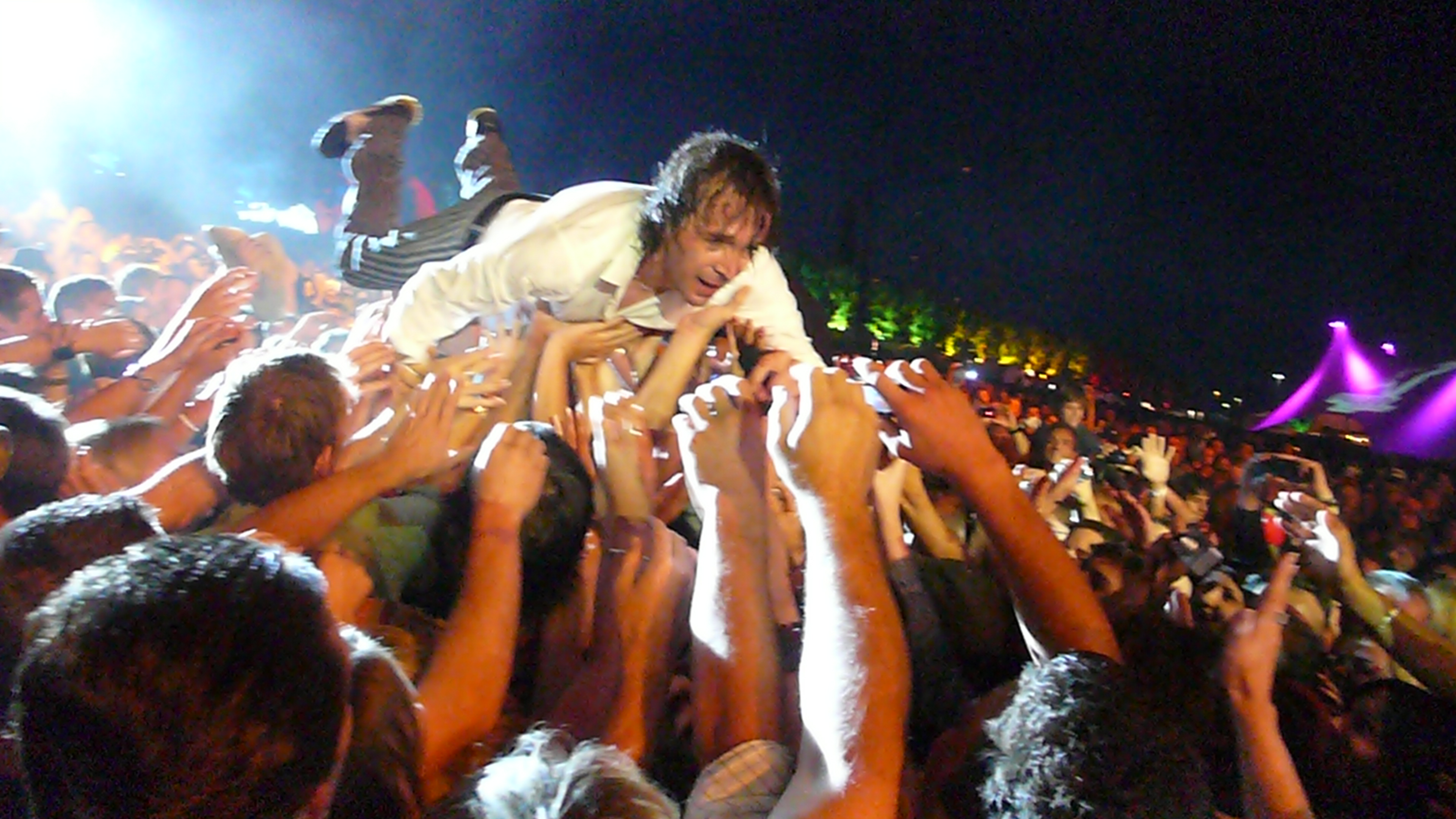
Slam de Cali au Paléo en 2008.

- Keny Arkana (en fin de concert, sur la chanson la Rage) ;
- Frah (chanteur de Shaka Ponk) ;
- Sam (chanteuse de Shaka Ponk) ;
- Peter Gabriel[6] ;
- Gunther Love ;
- Mathias Malzieu ;
- Iggy Pop ;
- Didier Wampas ;
- Cali ;
- Shy'm ;
- XXXTentacion.
- LN-VR (chanteur de Princesse Näpalm)
- Mac Demarco
- Pierre de Maere